# Паул (октопод)
Паул (излюпен около януари 2008 г., починал на 26 октомври 2010 г.) е октопод от вида обикновен октопод (Octopus vulgaris), който получава известност благодарение на традицията да отгатва изходите на футболни срещи с участието на германския национален отбор. Той живя в аквариума Сий Лайф Сентър в Оберхаузен. Вследствие на верните си прогнози Паул е застигнат от особен медиен интерес, а популярност добива прякорът му „октоподът-оракул“.

## История и избор на име
Паул е излюпен през 2008 г. в аквариум в Уеймът, Дорсет, Англия. На тримесечна възраст бива преместен в Сий Лайф Оберхаузен, комерсиален туристически атракцион в град Оберхаузен, Германия. Сий Лайф Оберхаузен принадлежи на верига от атракциони с насоченост към морския живот, притежавана от британската компания Мърлин Ентъртейнмънтс.
Името Паул е взето от заглавието на стихотворението Der Tintenfisch Paul Oktopus на германския автор на детска литература Бой Лорнзен.

## Прогнозиране на футболни мачове
За да извърши Паул предсказание, в аквариума му се поставят две сходни прозрачни пластмасови кутии. Всяка една от тях съдържа храна, например мида или стрида. Едната от кутиите е декорирана със знамето на Германия, а другата – със знамето на страната, чийто отбор ще е противник на Германия в предстоящия мач. Счита се, че победител ще е този отбор, кутията с чието знаме първа бъде отворена от октопода.
По този начин Паул отгатва резултатите на четири от шестте срещи на Германия на Европейското първенство през 2008 година с изключение на мача от груповата фаза срещу Хърватия и финалния мач срещу Испания (във всичките шест случая октоподът избира кутията на Германия). На Световното първенство през 2010 г. Паул успява да предскаже крайните изходи на всички срещи, включително загубите на Германия от Сърбия и Испания, а също и победите над Англия и Аржентина.
За отбелязване е, че на Паул се предлага да избира само измежду два възможни крайни изхода, въпреки че в груповите фази на Европейските и Световните първенства е възможно среща да завърши наравно. Отборът на Германия не завършва с равен резултат нито един от шестте си мача в групите на Евро 2008 и Световното през 2010 г.

## Интересни факти
Октоподът Паул е почетен гражданин на един испански град и му е предлагано да прекара последните си дни в Испания.

### С участието на Германия
| Съперник   | Първенство | Етап                | Прогноза на Паул | Резултат |            |
| ---------- | ---------- | ------------------- | ---------------- | -------- | ---------- |
| Полша      | Евро 2008  | Групова фаза        | Германия         | 2 – 0    | правилно   |
| Хърватия   | Евро 2008  | Групова фаза        | Германия         | 1 – 2    | неправилно |
| Австрия    | Евро 2008  | Групова фаза        | Германия         | 1 – 0    | правилно   |
| Португалия | Евро 2008  | 1/4-финал           | Германия         | 3 – 2    | правилно   |
| Турция     | Евро 2008  | Полуфинал           | Германия         | 3 – 2    | правилно   |
| Испания    | Евро 2008  | Финал               | Германия         | 0 – 1    | неправилно |
| Австралия  | СП 2010    | Групова фаза        | Германия         | 4 – 0    | правилно   |
| Сърбия     | СП 2010    | Групова фаза        | Сърбия           | 0 – 1    | правилно   |
| Гана       | СП 2010    | Групова фаза        | Германия         | 1 – 0    | правилно   |
| Англия     | СП 2010    | 1/8-финал           | Германия         | 4 – 1    | правилно   |
| Аржентина  | СП 2010    | 1/4-финал           | Германия         | 4 – 0    | правилно   |
| Германия   | СП 2010    | Полуфинал           | Испания          | 0 – 1    | правилно   |
| Уругвай    | СП 2010    | Мач за 3-тото място | Германия         | 3 – 2    | правилно   |

### Други мачове
| Съперници             | Първенство | Етап  | Прогноза на Паул | Резултат |          |
| --------------------- | ---------- | ----- | ---------------- | -------- | -------- |
| Нидерландия – Испания | СП 2010    | Финал | Испания          | 0 – 1    | правилно |

## Пенсиониране и смърт
На 12 юли 2010 г., ден след финала на Световното първенство, е обявено, че Паул повече няма да прогнозира футболни срещи, а ще остане единствено като атракция, която да „кара децата да се смеят“. Като награда за успешните си прогнози, октоподът получава копие на световната купа по футбол и любимата си храна – миди.
Паул умира от естествена смърт сутринта на 26 октомври 2010 г. в аквариума Сий Лайф Сентър. Такова стечение на обстоятелствата е предсказуемо, тъй като продължителността на живота на обикновените октоподи нормално не надвишава три години, а и в последните дни от живота си Паул се храни по-рядко и не е активен като обикновено.